# أورالفاغونزافود
أورالفاغونزافود (بالروسية: Уралвагонзавод; بالأحرف اللاتينية: Uralvagonzavod) هي شركة صناعات ثقيلة روسية تقع في نيجني تاجيل في روسيا؛ تعد من أكبر الشركات العلمية والصناعية في روسيا وأكبر مركز لتصنيع الدبابات في العالم.

## العمليات
منتجات الشركة الرئيسي وتشمل عربات السكك الحديدية والدبابات وعربات بناء الطرق، والمنتجات المعدنية والأدوات والسلع الاستهلاكية. إنتاج الدبابة تي 90 يستحوذ على 18-20٪ من إنتاج الشركة بشكل عام.